# Kamehameha III
Kamehameha III (Kauikeaouli; Kona Norte, Ilha Havaí, 17 de março de 1814 - Honolulu, 15 de dezembro de 1854) foi o rei do Havaí entre 1825 e 1854. Em seu reinado o Havaí se tornou uma monarquia constitucional em 1840 e houve o início da cristianização e modernização do país tecnologicamente e culturalmente. Foi o rei com maior reinado na história havaiana.

## Primeiros anos
Kauikeaouli nasceu em 17 de março de 1814 na Baía de Keauhou, Ilha Havaí, maior ilha do arquipélago havaiano. Ele foi filho de Kamehameha I e sua esposa principal Keōpūolani. Seu nome da nascimento significava "colocado nas nuvens escuras" devido ás complicações durante seu parto, onde após seu nascimento teve de passar por um ritual havaiano de purificação em uma pedra negra. Pouco após o ritual, ele foi dado como "Filho de Deus" e considerado sagrado na corte havaiana. O jovem príncipe foi entregue para ser criado pela rainha regente (Kuhina Nui) Kaahumanu, sua madrasta e primeira-ministra do Havaí, que se tornou sua mãe de criação. Também teve a influência do governador de O'hau, Boki, que ajudou em sua educação nas tradições do país. Seu melhor amigo em sua infância foi Kaomi, um nobre havaiano de origem taitiana e que o acomapanhava no Moe aikāne, um ritual havaiano de cunho sexual.

## Reinado
Kauikaeouli subiu ao trono em 6 de junho de 1825 aos onze anos de idade, sucedendo seu irmão mais velho Kamehameha II. Em seu reinado o foco foi a recuperação e desenvolvimento do povo havaiano, que estava em estado de decadência devido ao mal governo de Kamehameha II e série de epidemias trazidas pelos missionários europeus. Em 1838 teve aulas de direito de Estado de Direito e Economia com o líder cristão havaiano Hoapili, que devido aos anos de convivência com europeus na ilha aprendeu sobre os costumes e políticas ocidentais, repassando para o jovem rei. Com influência de seus ensinamentos, Kamehameha III instaurou a lei de Direitos Humanos em 1839 e legalizou o catolicismo no país. No ano seguinte, 1840, editou a primeira constituição de língua havaiana, criando um parlamento e as primeiras leis de terras e posses. A maioria das leis redigidas na Constituição Havaiana de 1840 foram baseadas na bíblia cristã. No mesmo ano da constituição, a capital foi mudada de Lahaina para Honolulu.

#### Caso Paulet
Em Fevereiro de 1843, o capitão britânico George Paulet pressionou Kamehameha III a render o Havaí à coroa britânica, mas Kamehameha III alertou Londres sobre as ações desonestas do capitão que eventualmente restauraram a independência do reino. Menos de cinco meses depois, o almirante britânico Richard Thomas rejeitou as ações de Paulet e o reino foi restaurado em 31 de julho. Foi no final desse período de incerteza que o rei proferiu a frase que acabou se tornando o lema do Havaí : Ua Mau ke Ea o ka ʻĀina i ka Pono - "A vida da terra é perpetuada em retidão." 31 de julho foi celebrado posteriormente como Lā Hoʻihoʻi Ea, Dia da Restauração da Independ~encia, um feriado nacional oficial do reino.  Mais tarde naquele ano, em 28 de novembro, a Grã-Bretanha e a França reconheceram oficialmente a independência do Reino do Havaí, e isso também se tornou um feriado nacional, Lā Kūʻokoʻa - Dia da Independência.

## Reformas

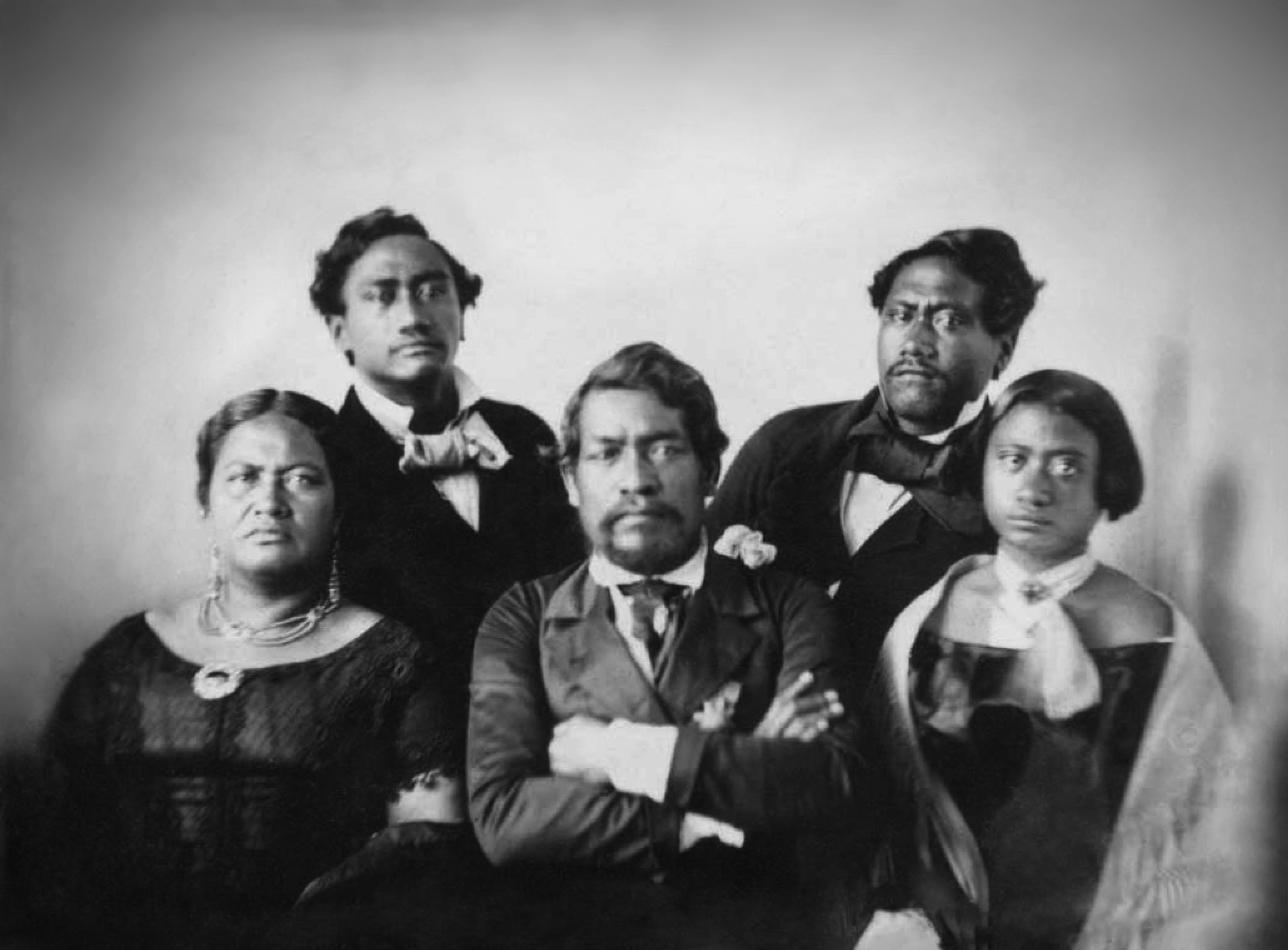
Kamehameha III e sua esposa Kalama com seus sobrinhos e sobrinhas.

Durante a década de 1840, uma legislatura formal do Havaí e do gabinete substituiu o conselho informal de chefes. Os chefes tornaram-se a Câmara dos Nobres, mais ou menos inspirada na Câmara dos Lordes britânica. Sete representantes eleitos seriam o início de um governo democrático. O gabinete consistia em um Conselho Privado e cinco poderosos ministros do governo. Judd foi nomeado para o cargo mais poderoso de Ministro das Finanças. O advogado da Frontier John Ricord foi Procurador-Geral, Robert Crichton Wyllie foi Ministro das Relações Exteriores, Richards Ministro da Instrução Pública e Keoni Ana foi Ministro do Interior.
Kamehameha III também presidiu a formalização do sistema judicial e dos títulos de propriedade. Casos como os de Richard Charlton e Ladd & Co. geraram os incidentes de 1843 e os litígios subsequentes. Sob Kamehameha III, o Havaí rapidamente fez a transição das tradições indígenas para um novo sistema legal baseado na lei comum anglo-americana. Lorrin Andrews se tornou juiz de casos estrangeiros em 1845. William Little Lee (o primeiro a realmente se formar na faculdade de direito) tornou-se o primeiro presidente de justiça.
Uma comissão para os Títulos de Terras Silenciosas foi formada em 10 de fevereiro de 1846. Isso levou ao que é chamado de Grande Mahele de 1848, que redistribuiu terras entre o governo,o rei, nobres e plebeus. Estrangeiros foram autorizados a possuir taxas de terra simples no Havaí pela primeira vez. Muitos plebeus desconheciam o programa e perderam a distribuição. O domínio de seu gabinete pelos americanos (equilibrado apenas por Scot Wyllie e pelo avaiana Keoni Ana) também desencorajou o povo. Este também não foi o fim dos conflitos estrangeiros. Em 1849, o almirante Louis Tromelin liderou uma invasão francesa de Honolulu. Os franceses saquearam a cidade depois que o rei recusou suas exigências. Em setembro de 1849, Judd foi enviado com o herdeiro do príncipe Alexander Liholiho e Lota Liholiho em uma missão diplomática. Eles voltaram com um novo tratado com os Estados Unidos, mas falharam em visitas a Londres e Paris.
A Constituição Havaiana de 1852 e a legislação subsequente continuaram a liberalizar a política. O sistema de tribunais foi unificado, em vez de ter tribunais separados para havaianos e estrangeiros. Os magistrados havaianos locais tornaram-se juízes de circuito e uma Suprema Corte foi formada com Lee, Andrews e John Papa ʻĪʻī como membros. As regras de votação foram formalizadas e o papel da Câmara dos Representantes fortalecido.

## Anos finais

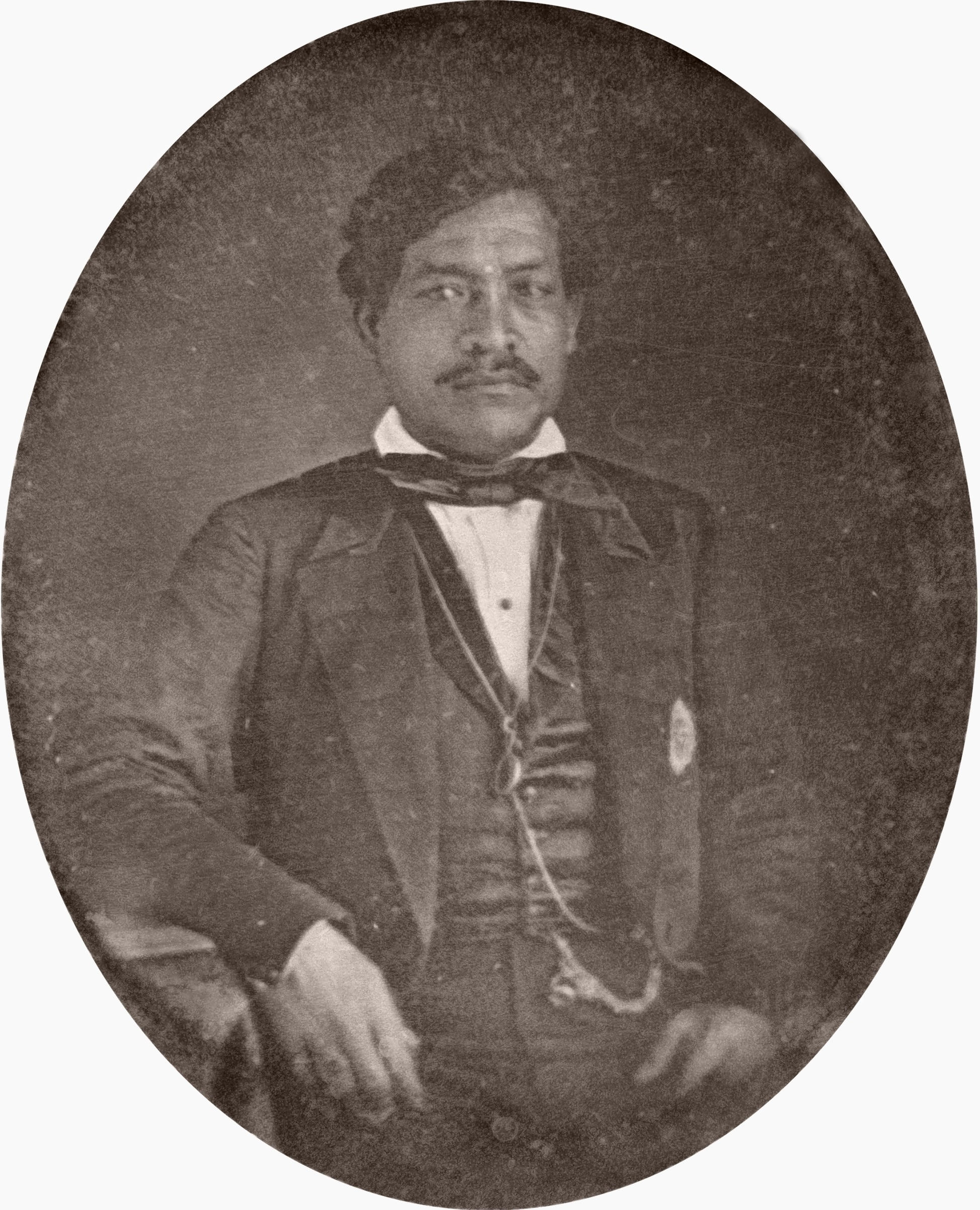
Retrato de 1853.

A Corrida do Ouro na Califórnia trouxe um aumento no comércio, mas também alguns visitantes indesejáveis. Anteriormente, as longas viagens ao redor do Cabo Horn ou da Europa significavam que os marinheiros infectados eram recuperados ou jogados no mar quando chegavam. A curta viagem da Califórnia trouxe várias ondas de doenças que dizimaram os havaianos nativos que não tinham imunidade. No verão de 1853, uma epidemia de varíola causou milhares de mortes, principalmente na ilha de Oʻahu. Judd, sempre em desacordo com Wyllie, perdeu o apoio de outros que o culpavam por não conter a doença (ou tinham outros motivos políticos para querê-lo fora do poder). Judd foi forçado a renunciar em 3 de setembro e foi substituído por Elisha Hunt Allencomo Ministro das Finanças.
O Havaí se tornou um destino de inverno popular para garimpeiros frustrados na década de 1850. Houve rumores de que alguns eram obstruidores na esperança de lucrar com uma rebelião. Um dos primeiros foi um grupo liderado por Samuel Brannan  que não encontrou o apoio popular para uma revolta que esperava. No final de 1853, as ameaças, reais ou imaginárias, fizeram com que o rei considerasse a anexação aos Estados Unidos. Wyllie e Lee convenceram o rei a insistir que a anexação só seria aceitável se o Havaí se tornasse um estado dos EUA.
Em 1852, um grupo de missionários partiu do Havaí para as ilhas da Micronésia. Eles carregavam consigo uma carta de apresentação que trazia o selo oficial do rei Kamehameha III, o então monarca governante das ilhas havaianas. Esta carta, originalmente escrita em havaiano e endereçada aos vários governantes das ilhas do Pacífico, dizia em parte: "Estão prestes a navegar para as vossas ilhas alguns mestres do Deus Altíssimo, Jeová, para vos fazer conhecer a Sua Palavra para vossas. salvação eterna ... Recomendo esses bons professores à sua estima e amizade e exorto-o a ouvir suas instruções ... Aconselho-os a jogar fora seus ídolos, aceitar o Senhor Jeová como seu Deus, adorá-Lo e amá-Lo e Ele vai abençoar e salvar você. "
Em 16 de maio de 1854, o rei Kamehameha III proclamou o Havaí neutro na Guerra da Crimeia na Europa. As crises atuais haviam passado, mas a saúde do rei piorou, muitas vezes atribuída ao seu hábito de alcoolismo. A questão da anexação também não foi descartada. O ministro britânico William Miller e o representante francês Louis Emile Perrin se opuseram ao plano. O novo comissário dos Estados Unidos, David L. Gregg recebeu instruções do Secretário de Estado William L. Marcy e negociou um tratado de anexação com Wyllie em agosto de 1854. Ele nunca foi assinado e pode não ter sido ratificado pelo Senado. Embora tenha havido algum apoio nos Estados Unidos,  levaria mais cento e cinco anos até que o Havaí se tornasse um estado completo.

#### Morte
Kamehameha III do Havaí faleceu em 15 de dezembro de 1854, no Palácio 'Iolani, Honolulu, possivelmente vitima de derrame. Foi enterrado no Mausoléu Real Mauna'ala, em 1865. Sucedido por Kamehameha IV.

## Casamento e filhos
Kamehameha III se casou com a princesa Kalama Hakaleleponi Kapakuhaili em 14 de fevereiro de 1837 em cerimônia cristã. Com ela teve dois filhos, apenas.
- Keaweaweulaokalani I (1839).. Morreu logo após nascer
- Keaweaweulaokalani II (14 de janeiro - Fevereiro de 1842).. Morreu com menos de 1 mês

O rei também teve várias amantes e outros filhos, sendo a mais conhecida delas Jane Lahilahin filha de um de seus conselheiros.
- Kīwala'ō (19 de junho de 1851 - 1851)
- Albert Kūnuiākea (19 de junho de 1851 - 10 de março de 1903)

O rei ainda teve um filho adotivo com Kalama, filho dos nobres Kekūanāoʻa (Governador de O'hau) e Kīnaʻu (Kuhina Nui/Rainha Regente). Ele se tornaria o secessor de Kamehameha, como Kamehameha IV.

## Legado
- Em 31 de julho de 2018, uma estátua de bronze de 3,5 metros de Kamehameha III e um mastro com a bandeira havaiana foram inaugurados na Thomas Square em uma cerimônia em homenagem ao 175º aniversário da restauração da soberania havaiana em 1843. A estátua foi criada pelo artista de Oregon Thomas Jay Warren por US $ 250.000 alocados pelo Gabinete de Cultura e Artes do Prefeito e faz parte dos planos do Prefeito Kirk Caldwell de reformar o parque.